# 川内駅 (岩手県)
川内駅（かわうちえき）は、岩手県宮古市大字川内にある、東日本旅客鉄道（JR東日本）山田線の駅である。
九州新幹線および鹿児島本線の川内駅（せんだいえき）と区別するため、当駅発着の切符には「（山）川内」と印字される。

## 歴史

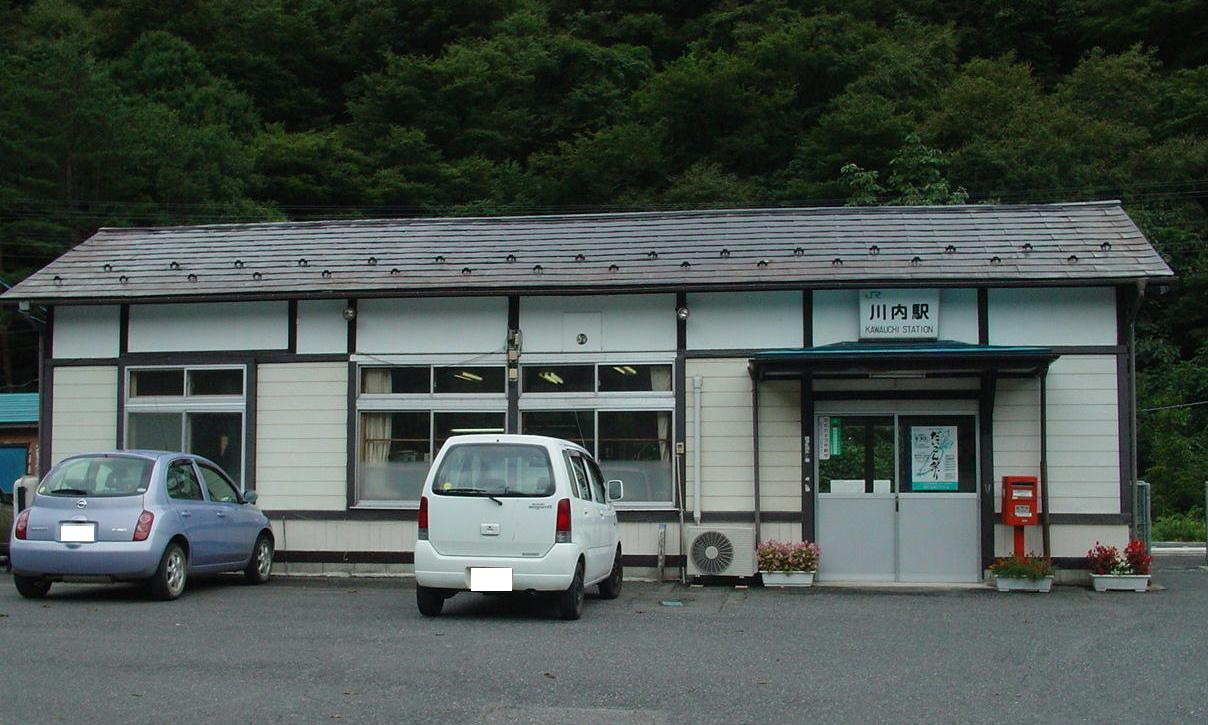
旧駅舎（2010年6月）

- 1933年（昭和8年）11月30日：開業[2]。
- 1946年（昭和21年）11月26日：風水害により不通となる。
- 1954年（昭和29年）11月21日：復旧[2]。
- 1973年（昭和48年）1月1日：貨物の取り扱いを廃止[3]。
- 1984年（昭和59年）2月1日：荷物の扱いを廃止[4]。
- 1987年（昭和62年）4月1日：国鉄分割民営化により、東日本旅客鉄道の駅となる[2]。
- 2018年（平成30年）
  - 3月25日：盛岡 - 宮古間の閉塞方式が連査閉塞式から特殊自動閉塞式に変更される。同時に3番線の使用が停止、2面3線から2面2線となる。
  - 4月22日：盛岡 - 宮古間のCTC化に伴い、終日無人駅となる[報道 1][新聞 1][新聞 2]。川内駅長が廃止され、宮古駅長管理下になる。
- 2019年（平成31年）3月23日：宮古駅の管理が三陸鉄道に移管されたことに伴い、盛岡駅長管理下となる[新聞 3]。
- 2020年（令和2年）12月中旬：新駅舎の供用を開始[報道 2]。
- 2024年（令和6年）10月1日：えきねっとQチケのサービスを開始[1][報道 3]。

## 駅構造
相対式ホーム2面2線のホームを持つ列車交換可能な地上駅である。元々は2面3線で、3番線のみ両方向に折り返し運転ができたが、特殊自動閉塞化に伴う合理化で3番線が廃止され、代わりに2番線で宮古方に折り返しできるように変更した。
構内盛岡方に給水塔が残り、駅スタンプも設置されている。
盛岡駅管理の無人駅である。CTC化までは社員配置駅（駅長配置、要員不足時は茂市駅・区界駅より助勤要員が派遣）であった。管理駅として、松草駅 - 陸中川井駅間の各駅を管理し、運転取扱業務（主に閉塞・信号扱い）のため終日社員が配置されていた。当駅を通過する列車には当務駅長が通過監視を行っていた。
現在、当駅始発・終着の宮古方面の列車は1.5往復ある。夜の当駅止まりは宮古駅まで回送される。以前は朝の下り当駅始発と夜の上り当駅止まりは反対方向の列車と併結されて宮古駅まで回送されていた。

### のりば
| 番線 | 路線    | 方向 | 行先           | 備考            |
| ---- | ------- | ---- | -------------- | --------------- |
| 1    | ■山田線 | 下り | 茂市・宮古方面 | 当駅始発は2番線 |
| 2    | ■山田線 | 上り | 盛岡方面       |                 |

## 利用状況
JR東日本によると、2000年度（平成12年度）- 2017年度（平成29年度）の1日平均乗車人員の推移は以下のとおりであった。
| 1日平均乗車人員推移 | 1日平均乗車人員推移 | 1日平均乗車人員推移 | 1日平均乗車人員推移 | 1日平均乗車人員推移 |
| 年度                | 定期外              | 定期                | 合計                | 出典                |
| ------------------- | ------------------- | ------------------- | ------------------- | ------------------- |
| 2000年（平成12年）  |                     |                     | 8                   | [ 利用客数 1 ]      |
| 2001年（平成13年）  |                     |                     | 8                   | [ 利用客数 2 ]      |
| 2002年（平成14年）  |                     |                     | 13                  | [ 利用客数 3 ]      |
| 2003年（平成15年）  |                     |                     | 14                  | [ 利用客数 4 ]      |
| 2004年（平成16年）  |                     |                     | 14                  | [ 利用客数 5 ]      |
| 2005年（平成17年）  |                     |                     | 9                   | [ 利用客数 6 ]      |
| 2006年（平成18年）  |                     |                     | 8                   | [ 利用客数 7 ]      |
| 2007年（平成19年）  |                     |                     | 6                   | [ 利用客数 8 ]      |
| 2008年（平成20年）  |                     |                     | 9                   | [ 利用客数 9 ]      |
| 2009年（平成21年）  |                     |                     | 8                   | [ 利用客数 10 ]     |
| 2010年（平成22年）  |                     |                     | 11                  | [ 利用客数 11 ]     |
| 2011年（平成23年）  |                     |                     | 7                   | [ 利用客数 12 ]     |
| 2012年（平成24年）  | 1                   | 6                   | 8                   | [ 利用客数 13 ]     |
| 2013年（平成25年）  | 1                   | 7                   | 9                   | [ 利用客数 14 ]     |
| 2014年（平成26年）  | 1                   | 11                  | 12                  | [ 利用客数 15 ]     |
| 2015年（平成27年）  | 1                   | 12                  | 13                  | [ 利用客数 16 ]     |
| 2016年（平成28年）  | 1                   | 11                  | 13                  | [ 利用客数 17 ]     |
| 2017年（平成29年）  | 1                   | 6                   | 8                   | [ 利用客数 18 ]     |

## 駅周辺
- 宮古市役所川内出張所
- 陸中川内郵便局
- 岩手県道142号川内停車場線
- 国道106号
- 閉伊川
- 岩手県北バス「川内」停留所

## 隣の駅
東日本旅客鉄道（JR東日本）
■山田線
□快速「リアス」
通過
■普通
松草駅 - *平津戸駅 - 川内駅 - 箱石駅
*打消線は廃駅

### 記事本文

#### 報道発表資料
1. ↑  「山田線における安全安定輸送に向けた取り組みについて (PDF)」（プレスリリース）、東日本旅客鉄道盛岡支社、2018年2月22日。2018年2月22日時点のオリジナル (PDF)よりアーカイブ。2018年4月21日閲覧。
2. ↑  「山田線 茂市駅・区界駅・川内駅の駅舎が新しくなります (PDF)」（プレスリリース）、東日本旅客鉄道盛岡支社、2020年8月28日。2020年8月28日時点のオリジナル (PDF)よりアーカイブ。2020年8月28日閲覧。
3. ↑  「Suicaエリア外もチケットレスで! 東北エリアから「えきねっとQチケ」がはじまります (PDF)」（プレスリリース）、東日本旅客鉄道、2024年7月11日。2024年8月11日閲覧。

#### 新聞記事
1. ↑  「JR山田線4駅、無人化検討 運行管理効率化へ」『岩手日報』2018年2月23日。オリジナルの2018年4月21日時点におけるアーカイブ。2018年4月21日閲覧。
2. ↑  「最終列車見送る駅長 きょうから5駅で無人化」『毎日新聞』2018年4月22日。2018年4月22日閲覧。
3. ↑  「宮古駅 駅名標は一足早く「三陸鉄道」に JRから移管準備」『毎日新聞』毎日新聞社、2019年3月22日。2019年3月24日閲覧。

### 利用状況
1. ↑  「JR東日本：各駅の乗車人員（2000年度）」東日本旅客鉄道。2025年7月12日閲覧。
2. ↑  「JR東日本：各駅の乗車人員（2001年度）」東日本旅客鉄道。2025年7月12日閲覧。
3. ↑  「JR東日本：各駅の乗車人員（2002年度）」東日本旅客鉄道。2025年7月12日閲覧。
4. ↑  「JR東日本：各駅の乗車人員（2003年度）」東日本旅客鉄道。2025年7月12日閲覧。
5. ↑  「JR東日本：各駅の乗車人員（2004年度）」東日本旅客鉄道。2025年7月12日閲覧。
6. ↑  「JR東日本：各駅の乗車人員（2005年度）」東日本旅客鉄道。2025年7月12日閲覧。
7. ↑  「JR東日本：各駅の乗車人員（2006年度）」東日本旅客鉄道。2025年7月12日閲覧。
8. ↑  「JR東日本：各駅の乗車人員（2007年度）」東日本旅客鉄道。2025年7月12日閲覧。
9. ↑  「JR東日本：各駅の乗車人員（2008年度）」東日本旅客鉄道。2025年7月12日閲覧。
10. ↑  「JR東日本：各駅の乗車人員（2009年度）」東日本旅客鉄道。2025年7月12日閲覧。
11. ↑  「JR東日本：各駅の乗車人員（2010年度）」東日本旅客鉄道。2025年7月12日閲覧。
12. ↑  「JR東日本：各駅の乗車人員（2011年度）」東日本旅客鉄道。2025年7月12日閲覧。
13. ↑  「JR東日本：各駅の乗車人員（2012年度）」東日本旅客鉄道。2025年7月12日閲覧。
14. ↑  「各駅の乗車人員 2013年度 ベスト100以外（9）：JR東日本」東日本旅客鉄道。2025年7月12日閲覧。
15. ↑  「各駅の乗車人員 2014年度 ベスト100以外（9）：JR東日本」東日本旅客鉄道。2025年7月12日閲覧。
16. ↑  「各駅の乗車人員 2015年度 ベスト100以外（9）：JR東日本」東日本旅客鉄道。2025年7月12日閲覧。
17. ↑  「各駅の乗車人員 2016年度 ベスト100以外（9）：JR東日本」東日本旅客鉄道。2025年7月12日閲覧。
18. ↑  「各駅の乗車人員 2017年度 ベスト100以外（9）：JR東日本」東日本旅客鉄道。2025年7月12日閲覧。